# Pwllheli
Pwllheli est une ville et une communauté du Gwynedd, au pays de Galles.

## Géographie
Pwllheli est située dans le nord-ouest du Gwynedd, sur la rive méridionale de la péninsule de Llŷn.
La gare de Pwllheli (en) constitue le terminus occidental de la Cambrian Coast Line (en) qui longe le littoral de la baie de Cardigan avant de s'enfoncer dans les terres pour traverser le pays de Galles d'ouest en est jusqu'à la ville anglaise de Shrewsbury.

## Démographie
Au recensement de 2011, la communauté de Pwllheli comptait 4 076 habitants.